# Soubor šesti soch z kostela sv. Mikuláše v Chebu
Soubor šesti soch z kostela sv. Mikuláše v Chebu patří k nejkvalitnějším a nejstarším dílům vytvořeným místní chebskou řezbářskou dílnou v 80.-90. letech 15. století. Sochy mají podobnou výšku a mohly být součástí jednoho či více gotických oltářních nástavců. Pocházejí z Kaple sv. Kříže (1388) v již zaniklé obci Sv. Kříž (Heiligenkreutz) mezi Chebem a Waldsassen, kde je roku 1856 objevil Bernhard Grüber. V 60. letech 19. století byly druhotně umístěny do novogotických retáblů navržených B. Grüberem v kostele sv. Mikuláše v Chebu.

## Popis a zařazení
Sochy z lipového dřeva ve vysokém reliéfu, na zadní straně vyhloubené, s drobnými zbytky původní polychromie. Při restaurování byly odstraněny vysoké vrstvy novodobé polychromie a obnaženo dřevo. Restauroval M. Hamsík (1972–1974). Štíhlé figury na nízkých půlkruhových podstavcích vynikají plnou modelací obličejů a graciézními gesty. Tvářím dominují přivřené a hluboko zasazené oči s výrazným orámováním, štíhlý rovný nos a plné rty. Drapérie je ostře řezaná a grafickou strohost porušují pouze zvlněné nebo přehrnuté lemy plášťů. Figury mohly být druhotně seříznuty na zadní straně při adjustaci do novogotických retáblů.
Sv. Jindřich
Výška 126 cm. Korunovaný císař Jindřich má plášť s širokými rukávy a límcem, který mohl být původně polychromován jako hermelín. Pravou volnou nohu odhaluje zdvižený plášť. Oválná tvář sv. Jindřicha s dlouhým nerozděleným vousem a kudrnatými vlasy se stala předlohou i pro další mužské tváře pocházející z této chebské dílny (torzo Sv. Jakuba, Oplakávání z Ostrohu). V Bavorsku hojně uctívaný sv. Jindřich byl posledním císařem otonské dynastie (972–1024) a zakladatelem bamberského biskupství. Byl prohlášen za svatého roku 1164 a spolu s manželkou Kunhutou, kanonizovanou roku 1200, se často objevuje jako patron kostelů nebo oltářních zasvěcení. Proto bývají oba světci zobrazováni s modelem kostela v ruce. Manželé zemřeli bez potomků, podle legendy v důsledku složení slibu cudnosti.
Sv. Kunhuta (Kunigunda)
Výška 132 cm. Figura je zobrazena s ukročenou levou volnou nohou a v esovitém prohnutí, které vyvažuje uklonění hlavy. Kunhuta drží v levé ruce model kostela a levou rukou si jako výraz smutku graciézním pohybem přidržuje k tváři zdvižený plášť. Vlasy má sepnuté síťkou, překryté rouškou a dvojitou korunou. Její zasněná tvář má přivřené a hluboko zasazené oči, štíhlý a rovný nos a plnější ústa s vystupujícím spodním rtem. Spolu se sv. Jindřichem byla nepochybně součástí téhož retáblu.
Sv. Alžběta Durynská
Výška 123 cm. Alžběta Durynská byla zakladatelka špitálů a opatrovnice chudých, proto je zobrazena s klečícím prosebníkem opírajícím se o berli, a s chlebem v levé a s konvicí v pravé ruce. Levá ruka přidržuje cíp pláště, který je pod pravou rukou obrácen na rub a vytváří široký mísovitý záhyb. Před tělem je drapérie řezána do ostrých lámaných záhybů ve tvaru V. Tělesný objem sochy je rozvinut více do stran. Figura stojí zpříma s vyznačeným kolenem a špičkou levé volné nohy. Alžběta má pokrývku hlavy se zvednutou a bohatě řasenou rouškou poskládanou na temeni. Světice byla patronkou řádu německých rytířů, který měl v Chebu svou komendu.
Sv. Máří Magdalena
Výška 128 cm. Máří Magdalena drží v obou rukách nádobu s mastí, se kterou šla podle Matoušova evangelia pomazat mrtvé tělo Ježíše. Její ladný postoj zvýrazňuje překřížení pravé volné nohy přes nosnou levou nohu i mírné naklonění hlavy k levému rameni. Plášť se širokými rukávy je cípem přehozen přes levou ruku a na levé straně odhaluje spodní šat. Podobně jako u ostatních soch je v širokém mísovitém záhybu vpředu otočen na rub a pak spadá dolů v ostrých lámaných záhybech ve tvaru V. Měkce modelovanou hlavu světice s rozpuštěnými vlasy rámuje na pravé straně rouška, která volně spadá z pokrývky hlavy a vine se přes hruď k nádobě s mastí.
Sv. Klára (?)
Výška 126 cm. Jako sv. Klára byla socha identifikována podle bosých nohou v sandálech, šatu řeholnice přepásaného provazem, dvojité roušky, zavinutého krku a knihy v sáčkové vazbě, kterou drží v pravé ruce. Levá ruka sv. Kláry, která chybí, zpravidla drží monstranci. Stejně jako u předchozích soch je obličej půvabný a jemně modelovaný. Drapérie je zpracována podle shodného schématu s trojúhelníkovým prověšením před tělem a zvýrazněním pravé volné a mírně ukročené nohy.
Sv. Markéta
Výška 127 cm. Markéta Antiochijská je zobrazena s drakem požírajícím mužskou postavu, představující patrně jejího mučitele, prefekta Olibria. Její půvabnou dívčí tvář rámují dlouhé vlasy sepnuté čelenkou. Spodní šat je členěn jednoduchými vertikálními záhyby a plášť přidržovaný levou rukou je řasen podle ustáleného schématu. Figura v jednoduchém esovitém prohnutí a volnou levou nohou nemá zcela vyvážené proporce. Nižší kvalitu zpracování přičítá Vykoukal působení několika různě zručných řezbářů v jedné dílně.

### Detaily soch

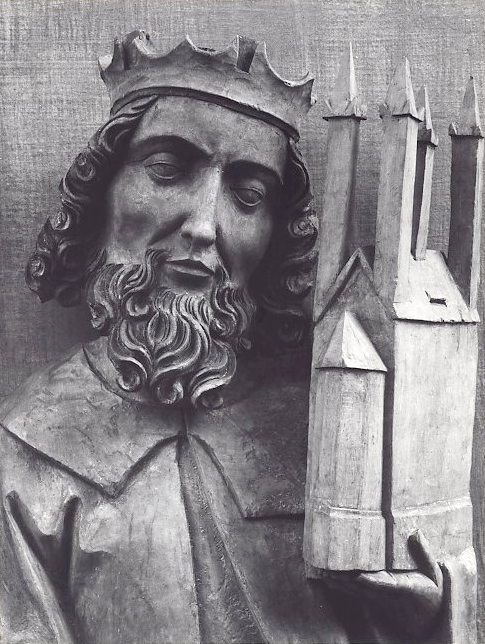
Sv. Jindřich (detail)
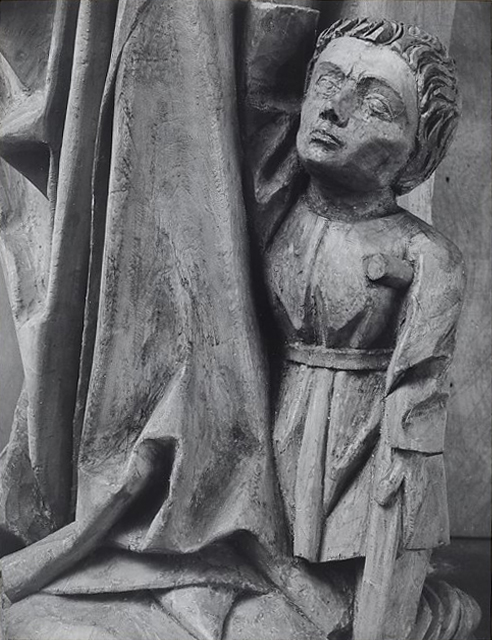
Sv. Alžběta Durynská (detail)
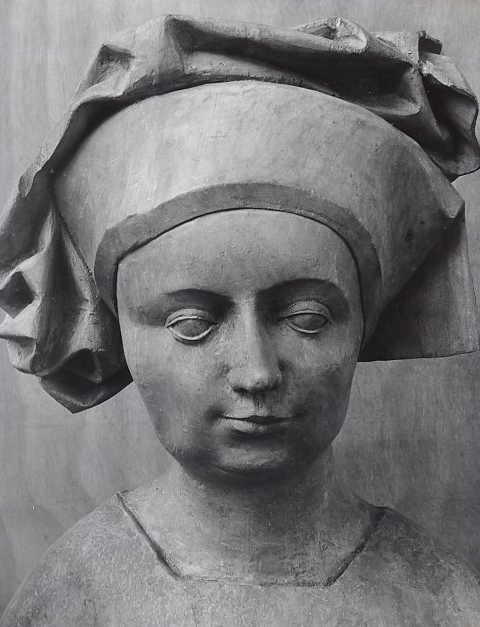
Sv. Alžběta Durynská (detail 2)
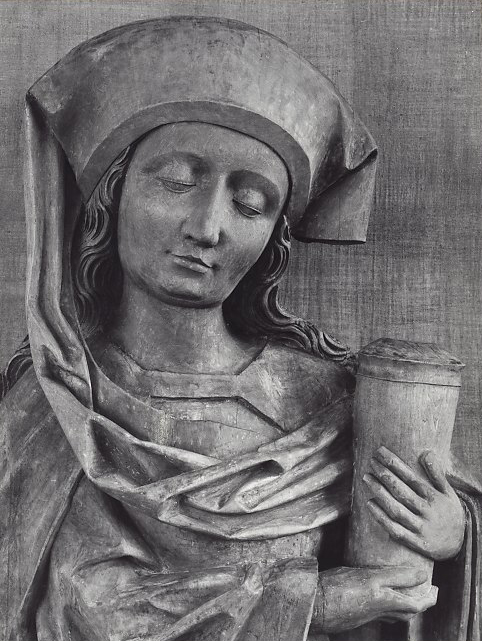
Sv. Máří Magdalena (detail)
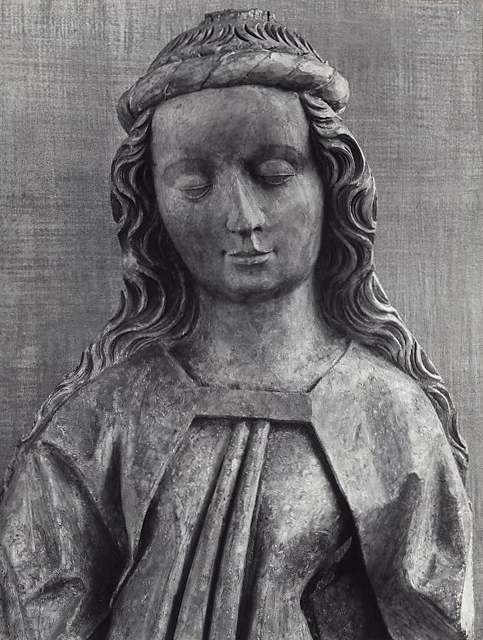
Sv. Markéta (detail)
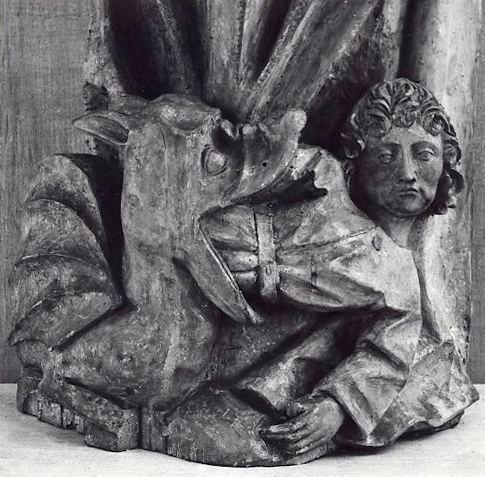
Sv. Markéta (detail 2)
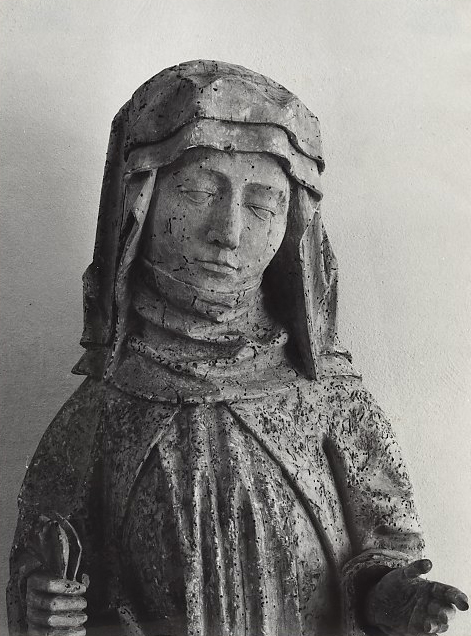
Sv. Klára (detail)

### Chebská řezbářská dílna

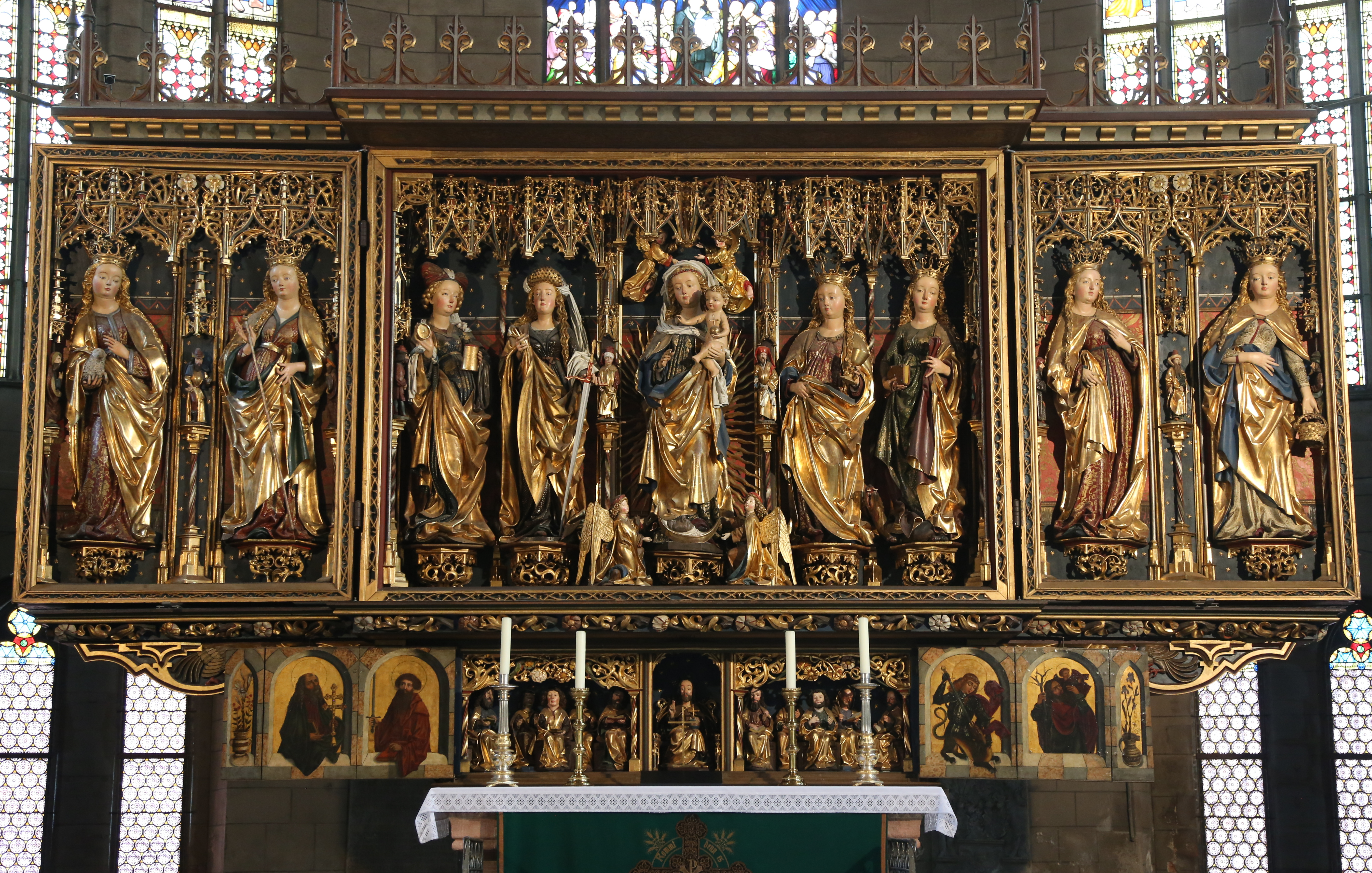
Michael Wolgemut, Hlavní oltář, Marienkirche, Zwickau (1497)

Souvislá činnost chebské dílny, kde sochy vznikly, je doložena od 80. let 15. století do druhého desetiletí 16. století. Typika ženských hlav i blízkost kvalitním franckým předlohám spojují tento soubor soch s Mistrem Madony z Kamenné ulice i s Mistrem Oplakávání z Ostrohu. Vykoukal předpokládá, že v dílně pracovali sochaři vyškolení v Norimberku a vedoucí řezbář dílny pravděpodobně prošel dílnou Michaela Wolgemuta, který dodal roku 1479 hlavní oltář pro kostel Panny Marie ve Zwickau.
Soubor soch z kostela sv. Mikuláše v Chebu spojují s cvikovským oltářem měkce plasticky modelované tváře, módní ženské pokrývky hlavy, typ plášťů a ztvárnění drapérie nebo ikonografické schéma zobrazení světice sv. Alžběty Durynské. Alžběta představuje nejkvalitnější řezbu z celého souboru a má přímou vazbu na sochu sv. Alžběty ve Schwabachu, která je raným dílem Mistra cvikovského oltáře. Z tváře sv. Markéty a drapérie sv. Máří Magdaleny vychází Madona z Kamenné ulice. Stylová orientace na cvikovské předlohy přetrvala v Chebu až do druhého desetiletí 16. století, ale vedla k jejich postupnému zjednodušení a rustikalizaci (tvář sv. Jindřicha u asistenčních figur Oplakávání ze Seebergu).
Pro Norimberk, kde ve stejné době působili i Veit Stoss a Hans Pleydenwurff však jsou typické plně plastické sochy a chebské reliéfní plastiky se tomuto vzoru vzdalují. Reliéfní sochy s podobnými schématy drapérií a stylově staršími tvářemi vytvořil pro Oltář čtrnácti svatých pomocníků v Kadani chebský sochař Hans Maler von Eger, který se před příchodem do Kadaně vyškolil v 60. a 70. letech 15. století v Norimberku. Nelze vyloučit, že se z Kadaně vrátil do Chebu a může být totožný s Mistrem Madony z Kamenné ulice, z jehož dílny se na Chebsku dochovalo kolem dvou desítek děl.
Z řezbářské dílny v nedalekém Hofu, která stylově vychází z freiberského sochařství, se dochovala v okolních obcích řada retáblů, které ve zpracování tváří a schématu drapérií vykazují značné shody s chebskými. Je pravděpodobné, že Cheb jako mnohem významnější obchodní centrum přímo retábly vyvážel nebo odtud některý řezbář odešel do Hofu, kde je činnost řezbářských dílen doložena až po roce 1509. Z Chebu např. pocházel řezbář Michael Heuffner (1483, Cheb-1511, Zwickau), který se vyškolil u Petera Breuera a byl autorem mariánského oltáře (1511) ve špitálním kostele v Hofu.

### Příbuzná díla
- torzo Světce (sv. Jakuba ?), GVU Cheb
- Oplakávání z Ostrohu